# Platyrhynque poliocéphale
Tolmomyias poliocephalus
Espèce
Statut de conservation UICN

 LC  : Préoccupation mineure
Le Platyrhynque poliocéphale (Tolmomyias poliocephalus), aussi appelé Tyranneau poliocéphale et Bec-plat poliocéphale, est une espèce de passereaux de la famille des Tyrannidae,,.

## Systématique et distribution
Cet oiseau est représenté par trois sous-espèces selon la classification de référence du Congrès ornithologique international (version 9.1, 2019) :
- Tolmomyias poliocephalus klagesi (Ridgway, 1906) : régions tropicales de l'est du Venezuela (du nord de l'État d'Amazonas à celui de Delta Amacuro) ;
- Tolmomyias poliocephalus poliocephalus (Taczanowski, 1884) : du sud-est de la Colombie à l'est du Pérou, au sud du Venezuela et à l'ouest de l'Amazonie brésilienne ;
- Tolmomyias poliocephalus sclateri (Hellmayr, 1903) : régions tropicales des Guyanes, de l'Amazonie et de l'est du Brésil et du nord-ouest de la Bolivie[2],[6].